# Observatório Sphinx
O Observatório Sphinx é um observatório  situado no passo de montanha Jungfraujoch, na Suíça. É acessível por um elevador, que o liga à estação ferroviária (a mais alta da Europa, situada a 3454 m de altitude), e a um palácio do gelo. Está situado a 3571 metros de altitude, o que o torna o edifício a maior altitude da Europa. Foi construído em 1950 para controlar e realizar observações meteorológicas e astronómicas.
Está situado em plenos Alpes Berneses, a meio de um vale glaciar que se encontra rodeado de altos picos (Eiger, Mönch e Jungfrau), todos eles com mais de quatro mil metros de altitude. Dispõe de boas vistas sobre as montanhas vizinhas e o glaciar de Aletsch.

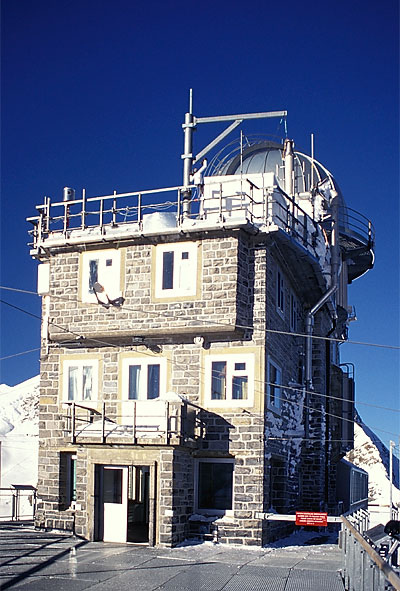
O observatório.

## Galeria

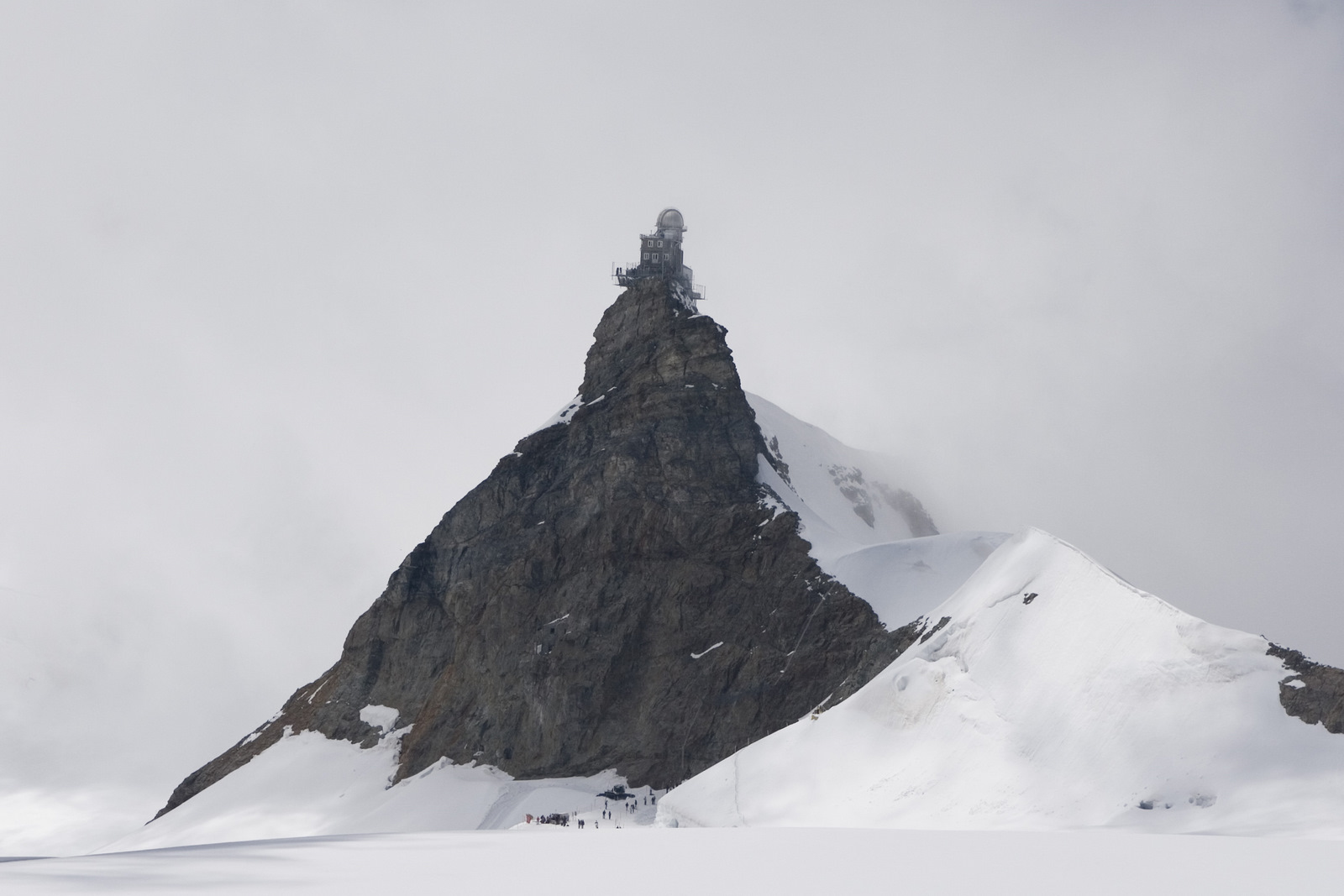
O Observatório Sphinx situa-se no Jungfraujoch, nas montanhas dos Alpes
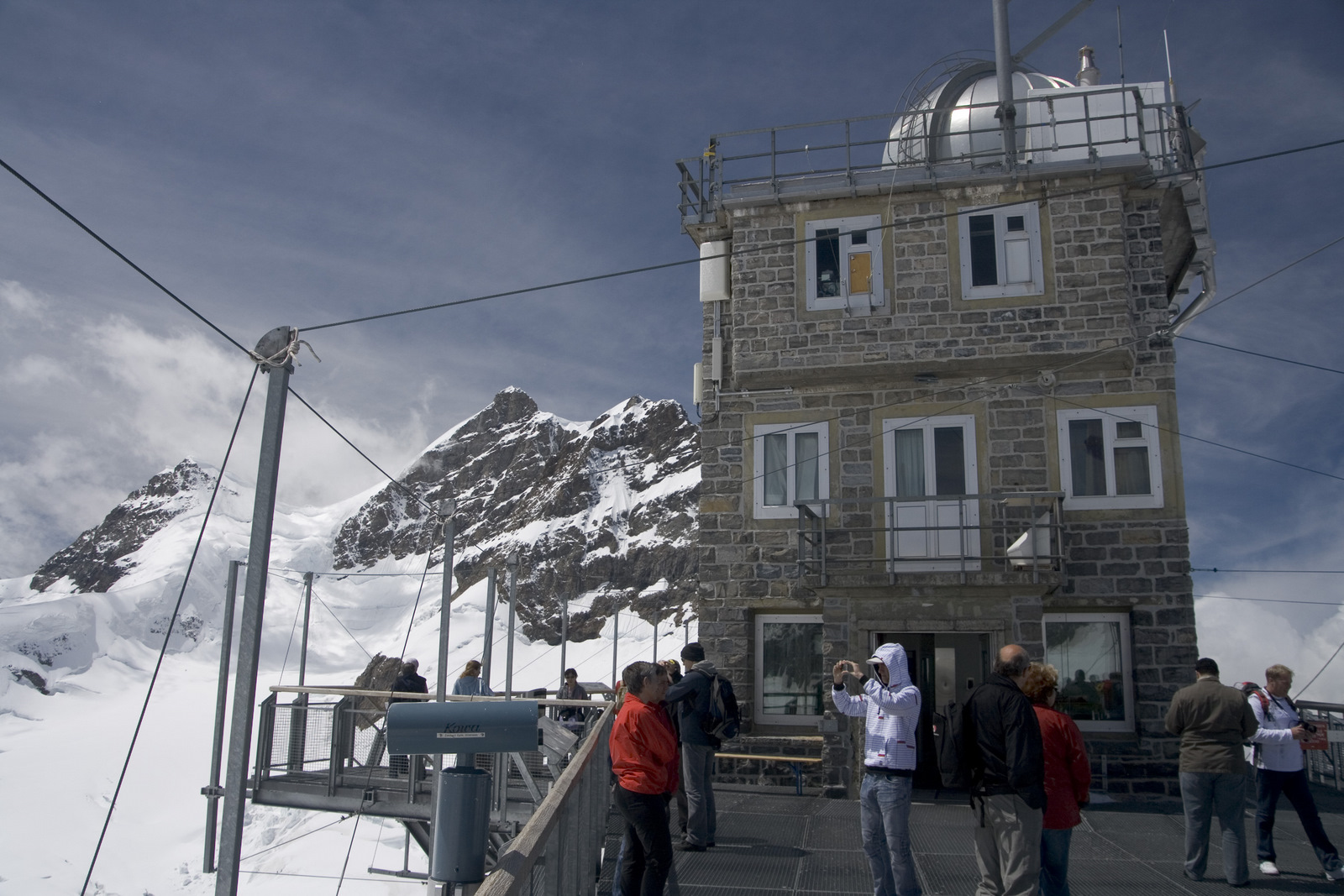
O observatório tem uma varanda de observação aberta ao público